# سیلور سیتی (نیومکزیکو)
سیلور سیتی (به انگلیسی: Silver City) شهری در ایالت نیومکزیکو کشور ایالات متحده آمریکا است که جمعیت آن در سرشماری سال ۲۰۱۰ میلادی، ۱۰٬۳۱۵ نفر بوده‌است.